# Museo archeologico nazionale della Valle Camonica
Il Museo archeologico nazionale della Valle Camonica, chiamato anche Museo nazionale della Valcamonica Romana per distinguerlo dal Museo nazionale della preistoria della Valle Camonica, è un museo archeologico situato a Cividate Camuno (provincia di Brescia), nel quale è raccolto materiale romano recuperato in vari scavi e ricerche avvenuti sin dal XVII secolo in Val Camonica.
Dal dicembre 2014 il Ministero per i beni e le attività culturali lo gestisce tramite il Polo museale della Lombardia, nel dicembre 2019 divenuto Direzione regionale Musei.

## Descrizione
Il museo è suddiviso in quattro sezioni: 
- il territorio - con i reperti della conquista romana nel 16 a.C.
- la città - con la ricostruzione dell'antica Civitas Camunnorum
- i culti - tra cui la statua di Minerva, una delle tre repliche tuttora esistenti, forse la migliore, dell'Athena Hygieia di Atene (V secolo a.C.)
- le necropoli - con i reperti recuperati dai siti della Val Camonica.

Gli oggetti esposti provengono per la maggior parte da Cividate, sebbene vi siano conservati materiali provenienti dal Santuario di Minerva di Breno.
A giugno 2021 il Museo è stato trasferito e rinnovato. La nuova sede (ben più ampia e moderna della precedente) sorge nel centro storico di Cividate Camuno, in un ex convento, proprio di fronte alla Chiesa Parrocchiale, nel cuore della Civitas romana e dell’abitato medioevale e nelle immediate vicinanze dell'Anfiteatro Romano.

## Galleria d'immagini

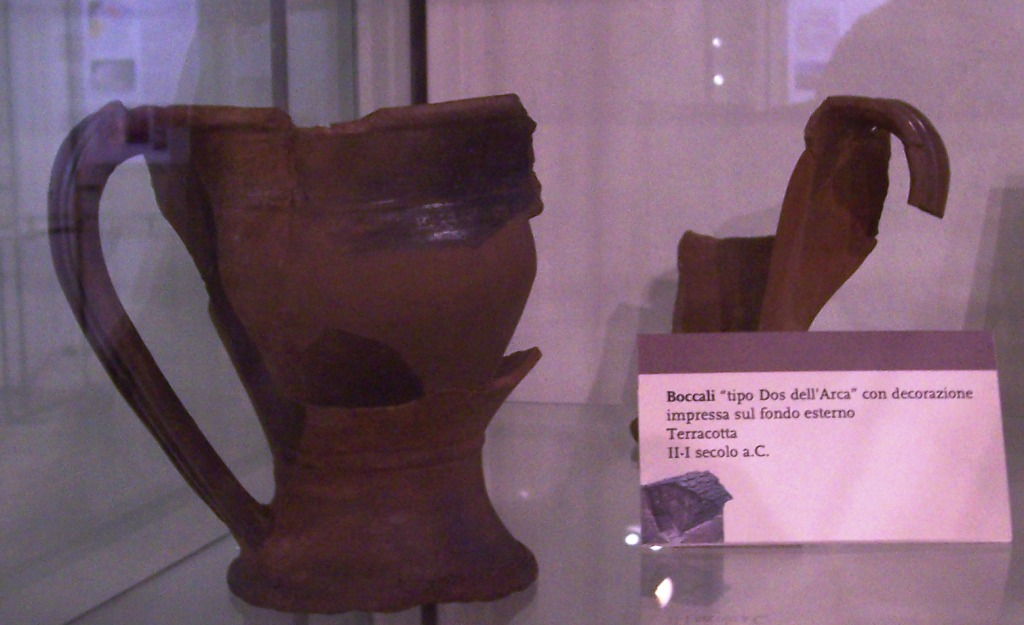
Boccali tipo Dos dell'Arca
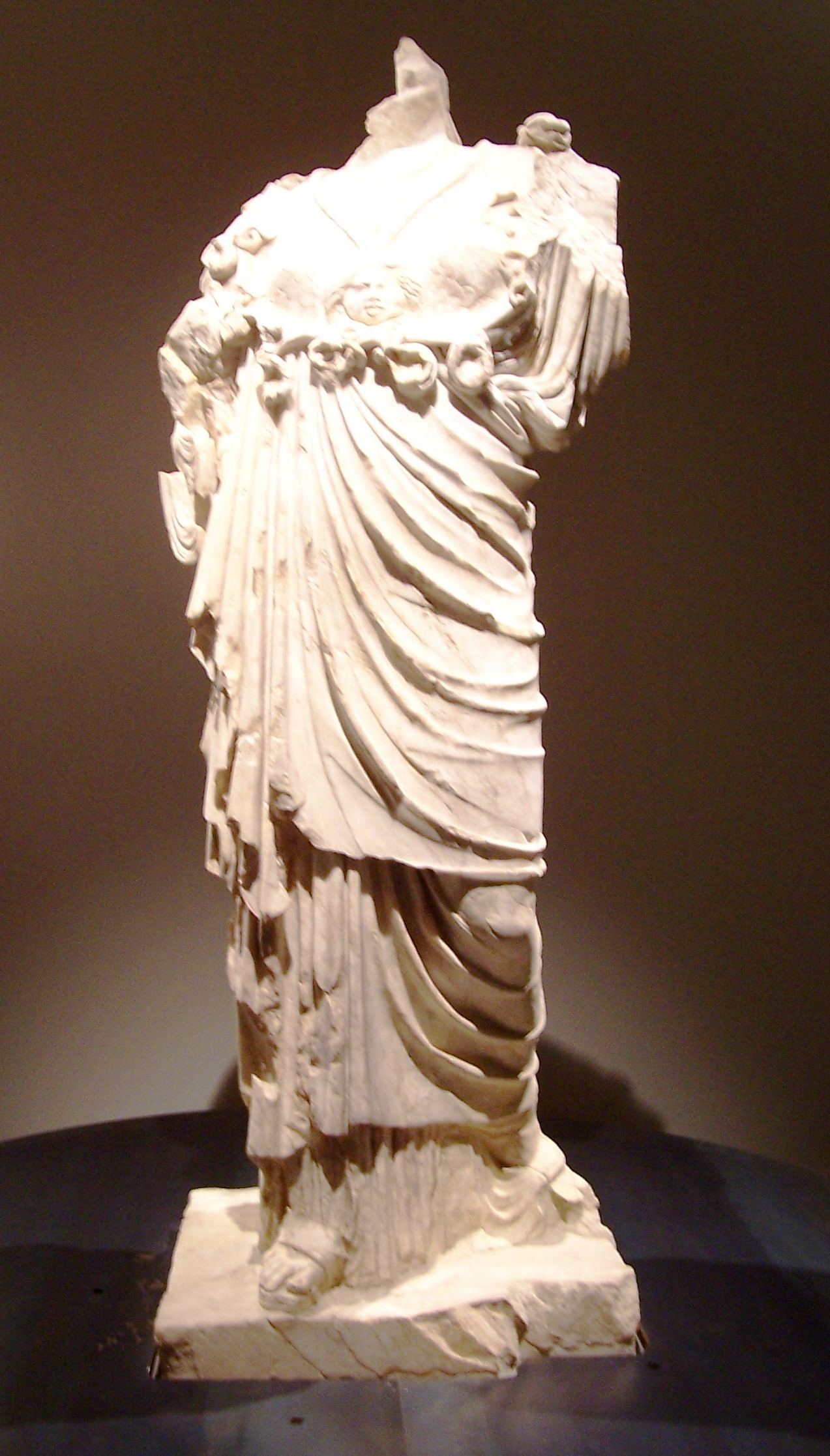
Statua di Minerva Hygeia
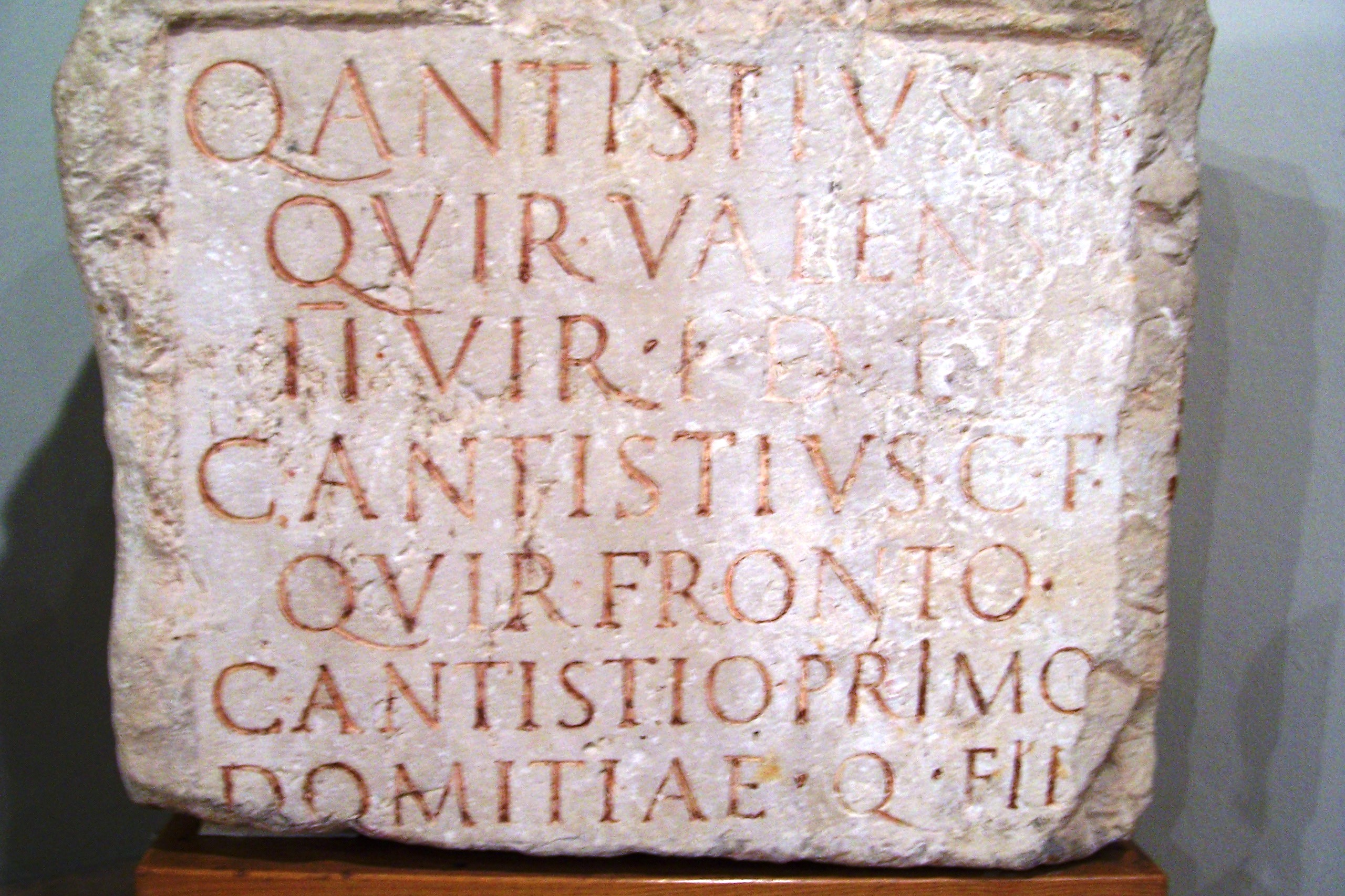
Iscrizione contenente riferimento alla tribù Quirina di Val Camonica (QVIR)
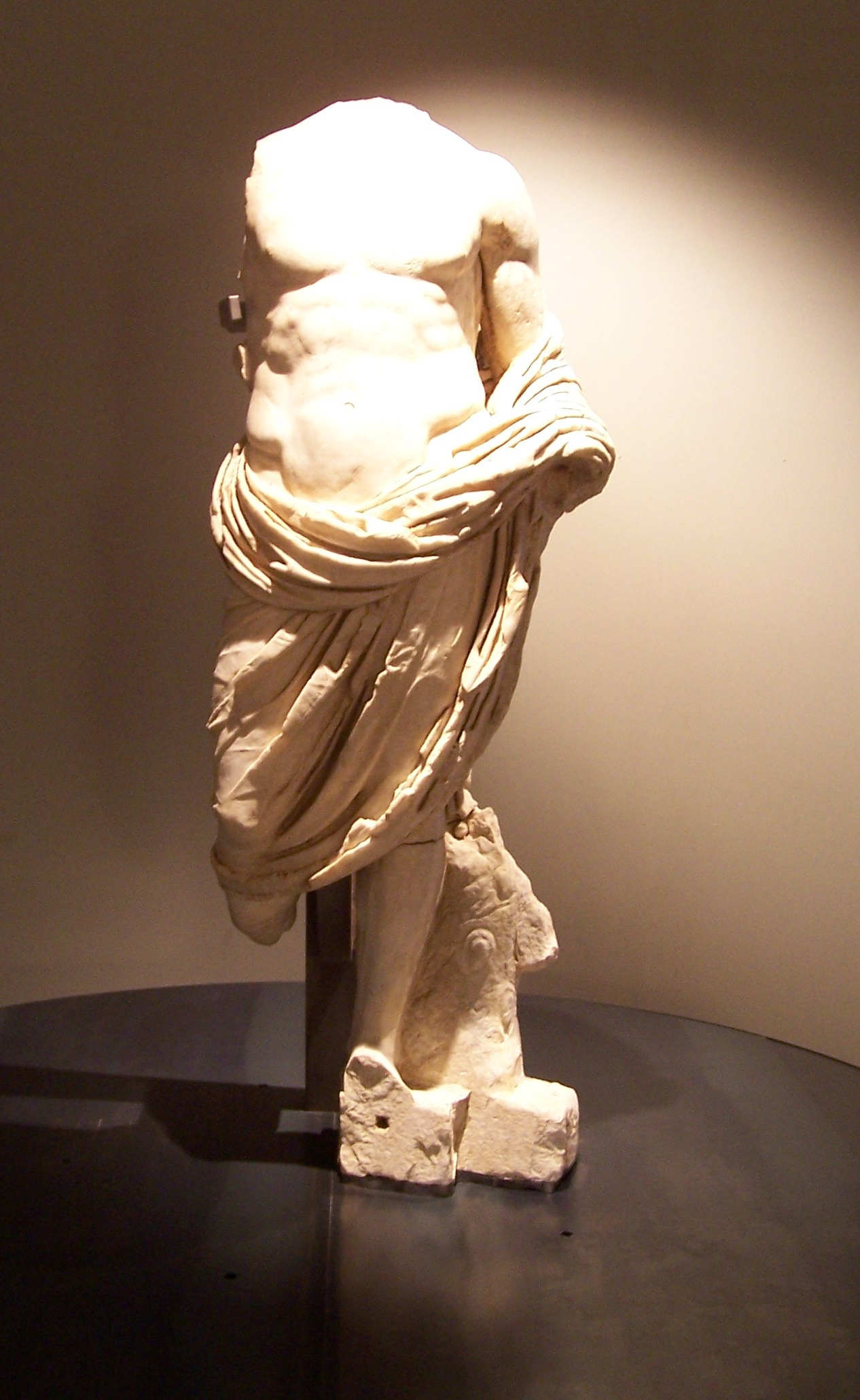
Busto di statua di Imperatore
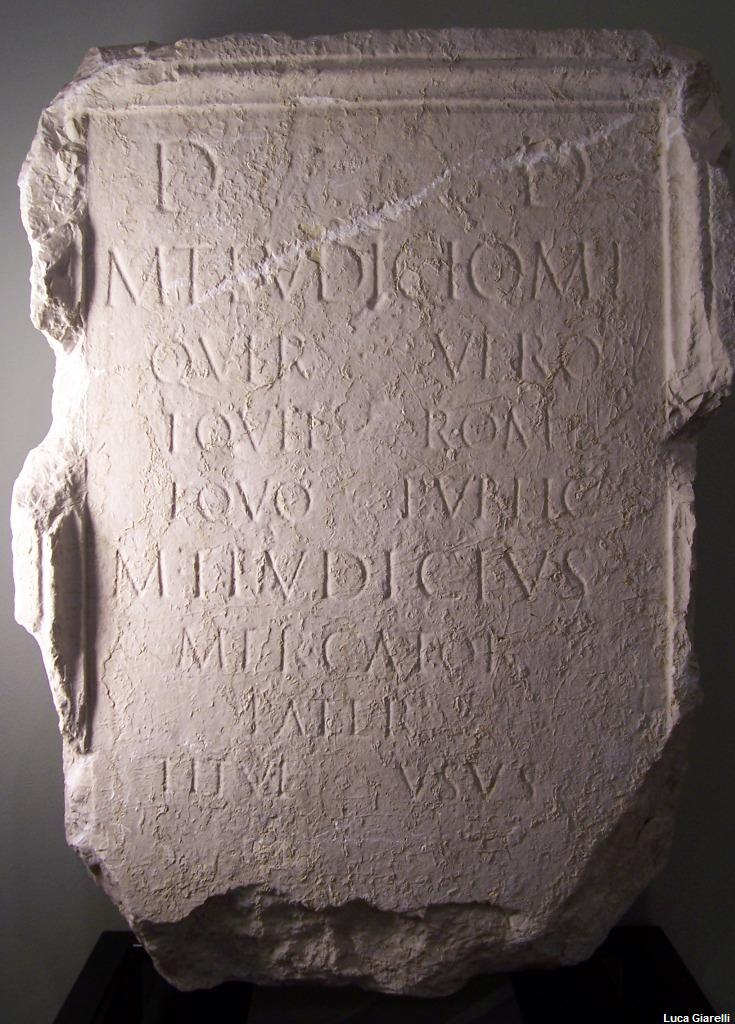
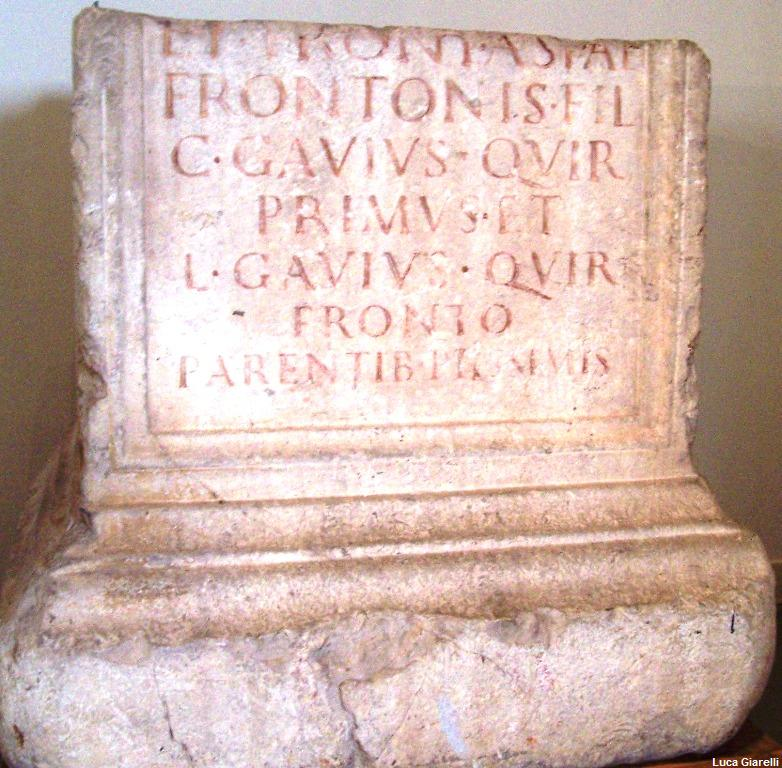
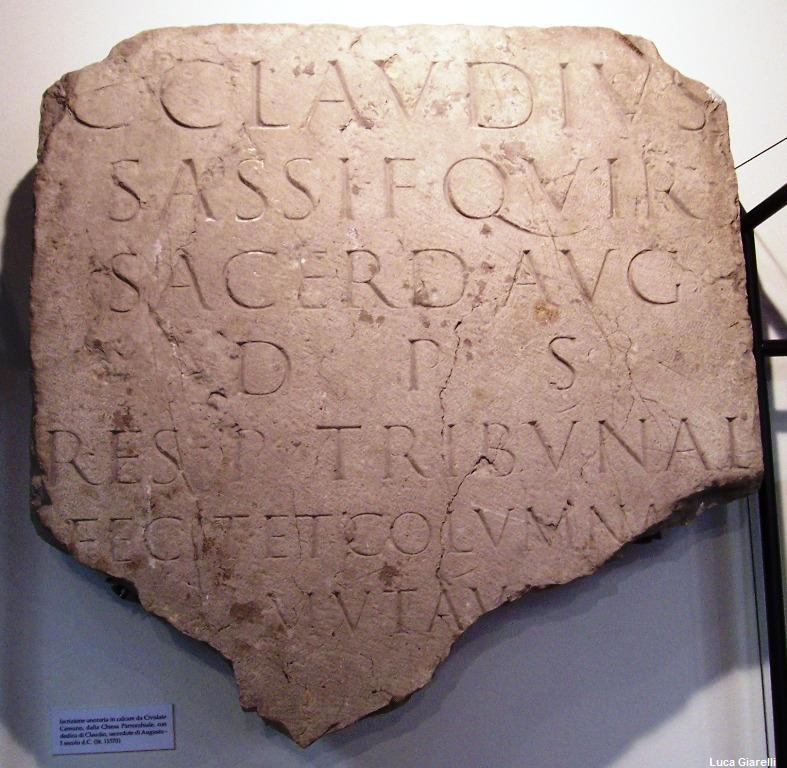
Res Publica Camunnorum